# Ian Hancock
Ian Francis Hancock OBE (romaní: Yanko le Redžosko) (Londra, 29 agosto 1942) è un linguista e attivista inglese, tra i principali specialisti mondiali in romanologia e nella linguistica delle lingue creole.
Hancock è direttore del Programma di studi sui rom e del Centro di documentazione e archivi dei rom presso l'Università del Texas ad Austin, dove dal 1972 è professore di inglese, linguistica e studi asiatici. Ha rappresentato il popolo rom alle Nazioni Unite ed è stato membro del Consiglio del Memoriale dell'Olocausto degli Stati Uniti sotto il presidente Bill Clinton, che, sostiene Hancock, ha origini rom. Ha anche rappresentato il popolo rom al Rafto Prize del 1997.

## Biografia
Hancock è nato a Londra nel 1942. Sua madre, Kitty, è romanichal; suo padre, Reginald (Redžo), era in parte romungro, discendente ungherese che parlava la lingua romanì centro-settentrionale di nome Imre Benczi. Ha acquisito il cognome Hancock dalla figlia di Imre, Maria, che ha sposato un membro di una famiglia di showmen inglesi della West Country.
Alla fine degli anni '60, Hancock divenne un attivista per i diritti dei rom dopo aver letto le notizie sulla discriminazione anti-Rom in Gran Bretagna . In particolare, ha assunto la causa dei diritti dei Rom dopo aver letto di un incidente in cui tre bambini rom vennero uccisi in un incendio causato da una lampada dopo che gli agenti di polizia, che avevano arrestato i loro genitori, tentarono di utilizzare un bulldozer per rimuovere forzatamente la loro roulotte mentre erano ancora dentro. Nel 1971, si è laureato con un dottorato di ricerca in linguistica presso l'Università di Londra.

## Studi romanì
Hancock ha pubblicato più di 300 libri e articoli sul popolo e sulla lingua romanì (in particolare il dialetto Vlax). Queste opere analizzano il popolo rom attraverso non solo la linguistica rom ma anche la storia, l'antropologia e la genetica. È anche apparso nel documentario American Gypsy. Attualmente sta scrivendo un libro intitolato On Romani Origins and Identity.
Hancock sostiene alcune delle opinioni di Ralph Lilley Turner sulla storia dei rom basata sulla lingua rom. In particolare, Hancock concorda sul fatto che i Dom lasciarono l'India molto prima dei romanì, cioè prima del 1000 d.C. In realtà, afferma che i musicisti indiani citati nello Shah-Nameh e gli atsingani citati in La vita di San Giorgio l'Anacorita, entrambi i quali in precedenza erano ritenuti antenati del popolo romanì, potrebbero essere stati gli antenati dei Domari ma non dei rom. Ritiene possibile che i Lom si siano separati dal popolo dei rom nel raggiungere l'Armenia.
Contrariamente all'opinione popolare secondo cui il popolo rom discenda da indiani di casta bassa che migrarono in Europa, Hancock sostiene che il popolo rom discenda da prigionieri di guerra indiani di Mahmud di Ghazni. Come prova, egli indica la presenza di parole indiche specificamente di origine militare e una leggenda orale di Banjara che racconta di Rajput che lasciarono l'India attraverso l'Himalaya durante le invasioni dei Ghaznavidi e non tornarono mai più.
Crede anche che la lingua rom sia originaria di una lingua koine, che chiama "Rajputica", tra le molte lingue indiane parlate dai prigionieri di guerra. Lo trova così simile a molte altre lingue indiane, specialmente all'indostani.
Per quanto riguarda la storia dei Rom, egli sottolinea una "sindrome di Pariah" nel tempo e nello spazio, culminata nel tentativo di genocidio per mano delle autorità naziste che era simultaneo a quello degli ebrei e parte dello stesso progetto di "Soluzione finale al problema di ebrei e zingari".

## Studi sulle lingue creole
Hancock è noto anche nel campo della linguistica, in particolare nell'area delle lingue pidgin e creole, così come nel mondo degli studi romanì e dell'attivismo sociale dei rom. Oltre alle sue ricerche sulla lingua krio della Sierra Leone, ha studiato la lingua gullah della Carolina del Sud e della Georgia costiere e la lingua creola afro-seminole, parlata da una comunità di discendenti dei seminole neri a Brackettville, in Texas. Hancock è stato il primo studioso a riferire del creolo afro-seminole. In seguito ha identificato un'altra varietà di quella lingua parlata tra i discendenti dei seminole neri nel villaggio di El Nacimiento nello stato messicano di Coahuila, dove i loro antenati si erano stabiliti nel 1850. Sostiene che il creolo afro-seminole creole e la lingua gullah sono lingue strettamente correlate, poiché i seminole neri discendevano principalmente dalle popolazioni di gullah della costa della Carolina del Sud e della Georgia.
Hancock è riconosciuto come uno dei fondatori del campo della linguistica pidgin e creola. Ha anche svolto ampie ricerche sulle lingue creole basate sull'inglese parlate in Africa occidentale e nelle Indie occidentali. È noto soprattutto per le sue opinioni sullo sviluppo storico di queste lingue. Sostiene che tutti i pidgin e le creole aventi come base l'inglese parlati nella regione del bacino atlantico, sia nell'Africa occidentale che nei Caraibi, appartengano a un'unica famiglia di lingue, che chiama "creoli atlantici basati sull'inglese". Sostiene che tutti possono essere fatti risalire a ciò che chiama l'inglese creolo della Costa di Guinea, che nacque lungo la costa dell'Africa occidentale nei secoli XVII e XVIII, come lingua di commercio nel commercio degli schiavi nell'Atlantico. Dice che l'inglese creolo della Guinea era parlato nelle basi per il commercio di schiavi costieri come l'isola James, Bunce Island e il castello di Elmina, dove la progenie dei trafficanti di schiavi britannici e le loro mogli africane lo utilizzavano come lingua madre.
Hancock afferma che l'inglese creolo della Guinea alla fine diede origine alle lingue pidgin e creole parlate oggi nell'Africa occidentale, come la lingua aku in Gambia, il krio della Sierra Leone, il pidgin inglese nigeriano e quello camerunense. Sostiene inoltre che alcuni degli africani portati come schiavi nel Nuovo Mondo parlavano già l'inglese creolo della Guinea in Africa. La loro parlata creola influenzò lo sviluppo delle lingue creole parlate oggi nella parte americana dell'Atlantico, come il gullah, il creolo afro-seminole, il dialetto bahamense, il creolo giamaicano, il kriol del Belize, il creolo della Guyana e lo Sranan Tongo in Suriname.
Le opinioni di Hancock sulle connessioni tra le lingue creole dell'Atlantico sono controverse. Le forti somiglianze tra queste lingue sono innegabili, ma molti linguisti preferiscono spiegare le somiglianze mediante convergenza piuttosto che relazioni storiche. Altri studiosi sostengono che entrambi i fattori abbiano avuto un ruolo nella formazione delle lingue. Un altro gruppo di linguisti sottoscrive una teoria che attribuisce somiglianze creole (che si estendono alle lingue creole dell'oceano Indiano e delle Hawaii) a un "bioprogramma" innato per il linguaggio che emerge nelle condizioni comuni alla maggior parte delle comunità creole.